# Miss you (伊藤由奈の曲)
『miss you』（ミス・ユー）は、伊藤由奈の11枚目のシングル。2008年9月3日発売。発売元はソニー・ミュージックレコーズ。

## 解説
前作以来8か月ぶりにリリースされた。キャッチコピーは「夏の終わり 恋の終わり〜眩しいくらい君の笑顔を思い出していた〜」。
「miss you」
- 「叶わなかった恋」がテーマの失恋ソング。
- 伊藤は今作のプロモーションで失恋を告白しており、楽曲については「今の自分の経験やストーリをそのままレコーディングした、かなり自然体で、リアルな歌詞なんです」と語っている。
- 元々は自身が出演した伊藤園「ビタミンフルーツ」TVCMソングとして書き下ろされた楽曲で、当初は配信のみの予定だったが、問い合わせが殺到したため、急遽シングルとしての発売が決定した。その後、ケータイ小説『天使の恋』とのコラボレーションが決定し、同作のインスパイアソングに起用されている。また、同作の『Rioのテーマ曲』として「LOVE MACHINE GUN」も起用されている。
- 作詞曲にはシンガーソングライターの白鳥マイカを、ギタリストに「Precious」、「Wish」で共演した石成正人を迎えている。
- プロモーションビデオは全編を沖縄県で撮影し、撮影監督には浜崎あゆみやEXILEの作品を多く手掛ける石井貴英を起用した。3rdアルバム『DREAM』に収録されている。
- 着うた（R）は2008年5月14日から配信開始。

「BREEEEEZIN!!!!!!!」
- 「miss you」を一転して、夏のサーフチューン。
- R&Bの要素を基に、後半にロックっぽい感じ、エレクトリックギターが入る。

## 収録曲
1. miss you
（作詞・作曲：白鳥マイカ／編曲：安原兵衛）
2. BREEEEEZIN!!!!!!!
（作詞：カミカオル／作曲：カミカオル、松澤“T.O.M”友和／編曲：松澤“T.O.M”友和）
3. Urban Mermaid -Bittersweet Movement Blood-I Riddimix-
（リミックス：Blood-I）
4. miss you (Instrumental)

## タイアップ
- 伊藤園「ビタミンフルーツ」2008年度CMソング（M-1）
- ケータイ小説「天使の恋」インスパイアソング（M-1）